# 김국태 (정치인)
김국태(金國泰, 1924년 8월 27일 ~ 2013년 12월 13일)는 조선민주주의인민공화국의 정치인이다. 조선로동당 중앙위원회 정치국 중앙위원 겸 검열위원장이었다.

## 경력
1924년 일제 강점기 조선 함경북도 김책에서 태어났다. 북조선 산업상 김책의 아들이다. 고급당학교를 졸업했다. 당중앙위원회 지도원, 과장, 부부장, 부장, 인민군총정치국 부국장, 사회안전성 정치국장, 김일성고급당학교 교장을 거쳐, 당중앙위원회 부장과 비서를 지냈다. 그리고 2010년 9월부터 당중앙위원회 검열위원장으로 있다가 2013년 12월 13일 급성심부전 및 호흡부전으로 세상을 떠났다.
2010년 9월에 열린 조선로동당 대표회의에서 당중앙위원회 정치국 위원에 선임되었다.

## 가족 관계
- 아버지 : 김책(金策, 1903년 8월 14일(음력 6월 22일) ~ 1951년 1월 31일)
- 어머니 : 안경숙(安慶淑)
  - 동생: 김정태(金正泰, ? ~ 1987년 11월), 민족보위성 정찰국장 인민군 중장
  - 동생: 김신태(金信泰) - 아버지 김책이 강건의 본명을 따서 지었다.
- 부인 : 이름 미상
  - 아들 : 김광일
  - 딸: 김문경 - 당 국제부 부부장
  - 사위: 리흥식 - 외무성 국장
- 백부 : 김홍선(金洪善, ? ~ 1933년 7월[2])
- 숙부 : 김홍희(金洪熙, 다른 이름은 김중희(金重熙) 또는 김종희)